# Rabha Autonomous Council
Rabha Autonomous Council és una entitat autònoma d'Assam creada el juliol de 1995 per a l'ètnia dels rabha. També se la coneix pel nom alternatiu de Rabha-Hasong nom que proposen els rahba pel seu estat separat.
Es va constituir amb la seva seu a la ciutat de Dudhnai. La jurisdicció d'aquest consell s'estén fins a l'àrea de Rani del districte de Kamrup i abasta gairebé tot el districte de Goalpara. El consell autònom es va crear per una petició històrica de la zona de Rabha. L'any 2013 es van celebrar les primeres eleccions per constituir el Consell General.